# Tsuchinoko
Ten artykuł dotyczy stworzenia, którego istnienia nie potwierdza współczesna zoologia.
Tsuchinoko (jap. ツチノコ tsuchinoko) – gatunek węża, rzekomo zamieszkujący góry na terenie Archipelagu Japońskiego, a także na terenie Korei i Nowej Gwinei. W północno-wschodniej Japonii stworzenie to nazywane jest bachi-hebi, w innych regionach m.in. tsuchi-hebi. 
Istnienie tsuchinoko nie zostało potwierdzone naukowo, być może jest stworzeniem mitycznym.

## Opis
Ogólnie podobny do innych węży, długość od 60 cm do 1 metra, ciało pokryte dużymi łuskami. Nad dużymi oczami znajdują się narośla, przypominające rogi. Kolor: od czarnego do rdzawego; część brzuszna jest jaskrawo pomarańczowa. Ma wydzielać specyficzny zapach kwiatów kasztanowca. Wyjątkową jego cechą jest zdolność poruszania się w linii prostej, bez wyginania ciała. Może też poruszać się skokami lub toczyć w dół, dobrze pływa. Jest jadowity, a rzekomo również pluje jadem. Wydaje dźwięki: gwizdy, buczenie i jęki.

## Historia
Informacje o istnieniu tego gada znane są w Japonii od dawnych czasów, jednak zainteresowanie wzmogło się w XX wieku. Zaczęto wtedy zbierać relacje ze spotkań z wężem. Z 1950 pochodzi informacja od rolnika z Hashimoto, który widział węża toczącego się, a następnie skaczącego. W 1969 rzekomo schwytano gada, który następnie został zjedzony. W 1970 małżeństwo spotkało tsuchinoko koło góry Tojikimi i twierdziło, że miał duże, brązowe plamy na grzbiecie.

## Teorie
Uważany za zwierzę legendarne, podczas gdy inni nie wykluczają jego istnienia, a nawet przypisują go do rodziny Viperidae (żmijowate), nieraz też do podrodziny Crotalinae (grzechotnikowate). Sugerowano także, że to nieznany gatunek, przywieziony do Japonii z Azji.